# Hewittia scandens
Hewittia scandens là một loài thực vật có hoa trong họ Bìm bìm. Loài này được (J. KÃ¶nig ex Milne) Mabb. mô tả khoa học đầu tiên năm 1980.